# Ferdowsābād
Ferdowsābād är en ort i Iran.   Den ligger i provinsen Khuzestan, i den centrala delen av landet, 400 km söder om huvudstaden Teheran. Ferdowsābād ligger 786 meter över havet och antalet invånare är 231.
Terrängen runt Ferdowsābād är huvudsakligen kuperad, men åt sydväst är den platt.Runt Ferdowsābād är det ganska tätbefolkat, med 52 invånare per kvadratkilometer. Närmaste större samhälle är Shū Gol-e Ḩājjīvand, 15,0 km söder om Ferdowsābād. Omgivningarna runt Ferdowsābād är i huvudsak ett öppet busklandskap.